# 秋田県道150号東能代停車場線
秋田県道150号東能代停車場線（あきたけんどう150ごう ひがしのしろていしゃじょうせん）は、秋田県能代市内を通る一般県道である。

## 概要
能代市鰄渕（かいらげぶち）字悪戸のJR東日本奥羽本線・五能線 東能代駅を起点にして、能代市一本木の東能代郵便局付近で国道7号に至る短距離路線である。

### 路線データ
- 総延長 : 535 m[2]
- 実延長 : 535 m[2]
- 起点 : 秋田県能代市鰄渕字下悪戸67番2地先（東能代駅）[3]北緯40度11分27.54秒 東経140度3分57.87秒
- 終点 : 秋田県能代市一本木52番1地先（国道7号交点、東能代駅入口交差点）[3]北緯40度11分11.74秒 東経140度4分7.6秒
- 未供用区間 : なし[2]

## 歴史
- 1956年（昭和31年）2月17日 - 秋田県道に認定される[3]。

## 路線状況

### 冬期閉鎖区間
- なし[4]

### 交通不能区間
- なし[5]

## 地理

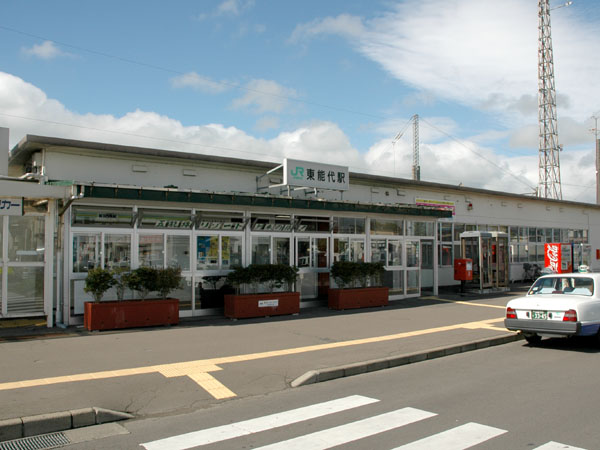
東能代駅

### 交差する道路
| 施設名             | 接続路線名 | 備考 | 所在地             |
| ------------------ | ---------- | ---- | ------------------ |
| 〈東能代駅〉       |            | 起点 | 能代市鰄渕字下悪戸 |
| 東能代駅入口交差点 | 国道7号    | 終点 | 能代市一本木       |

### 沿線の施設
- JR東日本奥羽本線・五能線 東能代駅
- あきた白神農業協同組合 のしろ東支店